# صالح الحصين
صالح الحصين (مواليد 8 أغسطس 2001) هو لاعب كرة قدم سعودي لعب سابقاً في نادي النجمة.